# Rivière Enistustikweyach
La rivière Enistustikweyach est un affluent du lac Dana (Eeyou Istchee Baie-James), dans municipalité régionale de comté (MRC) de Eeyou Istchee Baie-James (municipalité), dans la région administrative du Nord-du-Québec, dans la province canadienne de Québec, au Canada.
 
Le bassin versant de la rivière Enistustikweyach ne comporte pas de route d’accès à proximité ; toutefois, la route du Nord venant de Matagami passe à 13,3 km à l’Ouest de la source de la rivière Enistustikweyach. La surface de la rivière est habituellement gelée du début novembre à la mi-mai, toutefois la circulation sécuritaire sur la glace se fait généralement de la mi-novembre à la mi-avril. 

## Géographie
Les principaux bassins versants voisins sont :
- côté Nord : lac Dana (Eeyou Istchee Baie-James), Lac Du Tast (Eeyou Istchee Baie-James) ;
- côté Est : lac Evans, rivière Chabinoche ;
- côté Sud : rivière Iskaskunikaw, rivière Pauschikushish Ewiwach, lac Soscumica ;
- côté Ouest : rivière Pauschikushish Ewiwach, rivière Matawawaskweyaw.

La rivière Enistustikweyach prend sa source à l’embouchure d’un petit lac non identifié (altitude : 253 m) entouré de marais et situé à :
- 38,4 km au Nord du lac Soscumica ;
- 109,4 km au Nord du centre-ville de Matagami ;
- 7,2 km à l’Est de la Colline Amikapish.

À partir de l’embouchure du lac Enistustikweyach, la « rivière Enistustikweyach » coule sur 39,1 km selon les segments suivants :
- 12,1 km vers le Nord-Est, jusqu’à un coude de rivière ;
- 19,7 km vers le Nord jusqu’à un ruisseau (venant de l’Est) ;
- 2,4 km vers l’Ouest, en formant une courbe vers le Nord-Est, jusqu’à la confluence de la rivière Upaunan (venant du Nord-Est) ;
- 4,9 km vers le Sud-Ouest dans un élargissement de la rivière, jusqu’à l’embouchure de la rivière[2].

La « rivière Enistustikweyach » se déverse au fond de la Baie du Sud-Ouest sur la rive Sud-Ouest du lac Evans lequel est traversé par la rivière Broadback. Cette confluence est située à :
- 17,8 km au Sud de l’embouchure du lac Dana (Eeyou Istchee Baie-James) ;
- 124,6 km au Sud-Est de l’embouchure de la rivière Broadback ;
- 50,5 km au Nord du lac Soscumica ;
- 41,4 km au Sud-Ouest de l’embouchure du lac Evans ;
- 115,9 km au Nord du centre-ville de Matagami.

## Toponymie
D’origine crie, le terme « Enistustikweyach » signifie : « la rivière où trois cours d'eau convergent ».
Le toponyme « rivière Enistustikweyach » a été officialisé le 5 octobre 1982 à la Commission de toponymie du Québec